# Onda (kommun)
Onda är en kommun i Spanien.   Den ligger i provinsen Província de Castelló och regionen Valencia, i den östra delen av landet, 300 km öster om huvudstaden Madrid. Antalet invånare är 25 571. Arean är 109 kvadratkilometer. Onda gränsar till L'Alcora, Almassora, Artana, Betxí, Castelló de la Plana, Fanzara, Ribesalbes, Tales och Vila-real. 
Terrängen i Onda är kuperad västerut, men österut är den platt.